# George Meredith
George Meredith (12. únor 1828, Portsmouth – 18. květen 1909, Box Hill) byl anglický spisovatel viktoriánské éry.

## Život
Jeho matka zemřela, když mu bylo pět. Ve čtrnácti letech byl poslán do školy, kterou vedli Moravští bratři v německém Neuwiedu na Rýně. Zde studoval dva roky. Poté pracoval jako advokát, ale nakonec se rozhodl pro žurnalistiku a poezii. Začal publikovat v literárním časopise Monthly Observer, který vydával spolu s Edwardem Peacockem. S Peackockem byli velcí přátelé a Meredith si vzal i jeho ovdovělou sestru Mary Ellen Nicollsovou, v době, kdy jemu bylo 21, zatímco jí 28. Ta mu ovšem později (1858) utekla s malířem Henry Wallisem (jemuž Meredith byl modelem při tvorbě známého obrazu The Death of Chatterton) a za tři roky poté zemřela. Tuto zkušenost Meredith umělecky zpracoval ve sbírce sonetů Modern Love (1862) a v románu The Ordeal of Richard Feverel (1859). Meredith se znovu oženil v roce 1864 a usadil se v Surrey. Roku 1879 vydal jeden ze svých nejznámějších románů The Egoist, kde se mimo jiné věnoval tématu ponižujícího postavení žen během viktoriánské doby. Ve své době zaznamenal největší úspěch román Diana of the Crossways (1885). Přesto se neuživil psaním literárních textů, a tak přibral ještě činnost nakladatelského redaktora v nakladatelství Chapman & Hall. Uznání došel zejména v posledních letech života.

### Romány
- The Shaving of Shagpat (1856)
- Farina (1857)
- The Ordeal of Richard Feverel (1859; česky Zkouška Richarda Feverella, 1902)
- Evan Harrington (1861)
- Emilia in England (1864)
- Rhoda Fleming (1865; česky Rhoda Flemingová, 1927)
- Vittoria (1867)
- The Adventures of Harry Richmond (1871)
- Beauchamp's Career (1875)
- The House on the Beach (1877)
- The Case of General Ople and Lady Camper (1877)
- The Tale of Chloe (1879)
- The Egoist (1879; česky Sobec, 1928)
- The Tragic Comedians (1880)
- Diana of the Crossways (1885; česky Diana z rozcestí, 1928)
- One of our Conquerors (1891)
- Lord Ormont and his Aminta (1894)
- The Amazing Marriage (1895)
- Celt and Saxon (1910)

### Poezie
- Poems (1851)
- Modern Love (1862)
- The Lark Ascending (1881)
- Poems and Lyrics of the Joy of Earth (1883)
- The Woods of Westermain (1883)
- A Faith on Trial (1885)
- Ballads and Poems of Tragic Life (1887)
- A Reading of Earth (1888)
- The Empty Purse (1892)
- Odes in Contribution to the Song of French History (1898)
- A Reading of Life (1901)
- Selected Poems of George Meredith (1903)
- Last Poems (1909)
- Lucifer in Starlight

### Eseje
- Essay on Comedy (1877)